# Cubisme de salon
 (novembre 2023).
Si vous disposez d'ouvrages ou d'articles de référence ou si vous connaissez des sites web de qualité traitant du thème abordé ici, merci de compléter l'article en donnant les références utiles à sa vérifiabilité et en les liant à la section « Notes et références ».

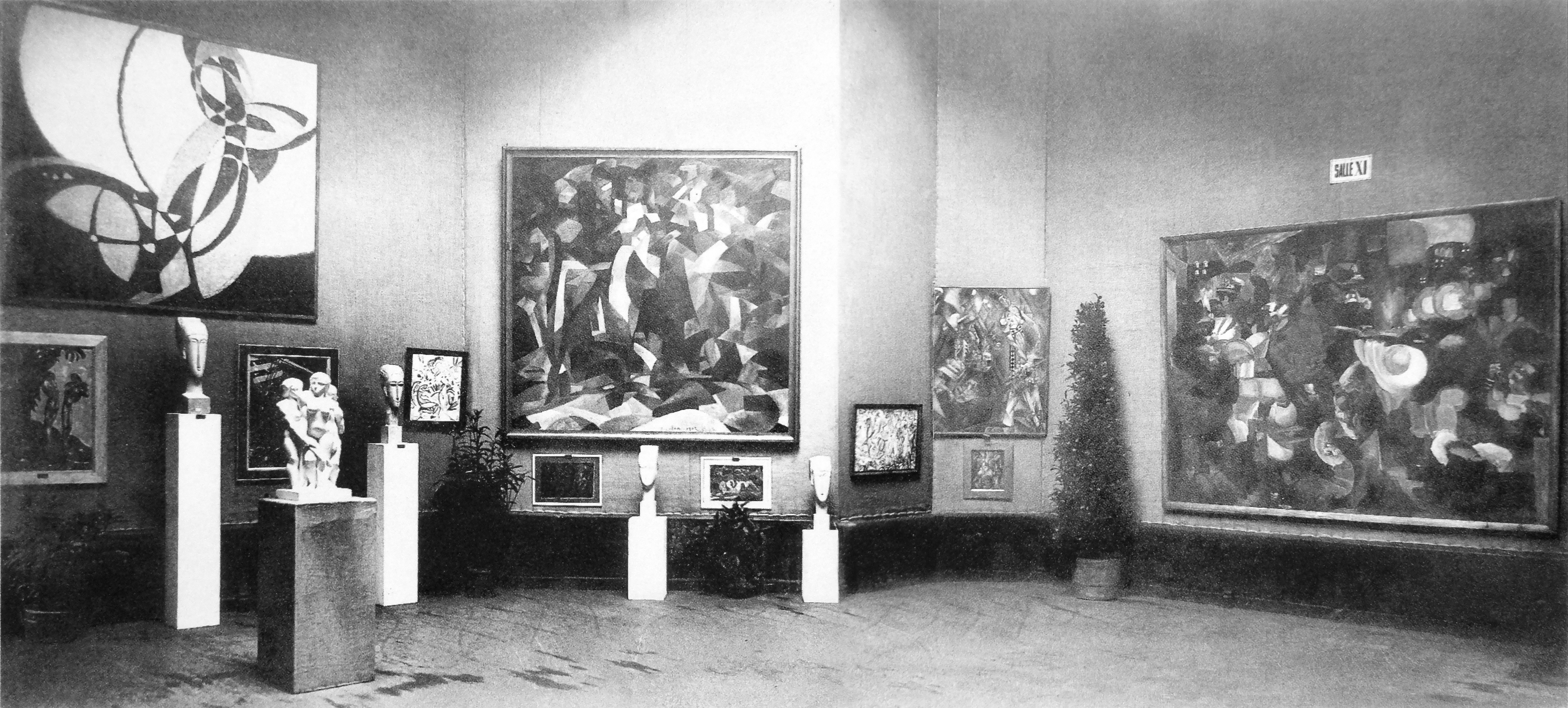
Photographie d'œuvres relevant du cubisme de salon au Salon d'automne en 1912.

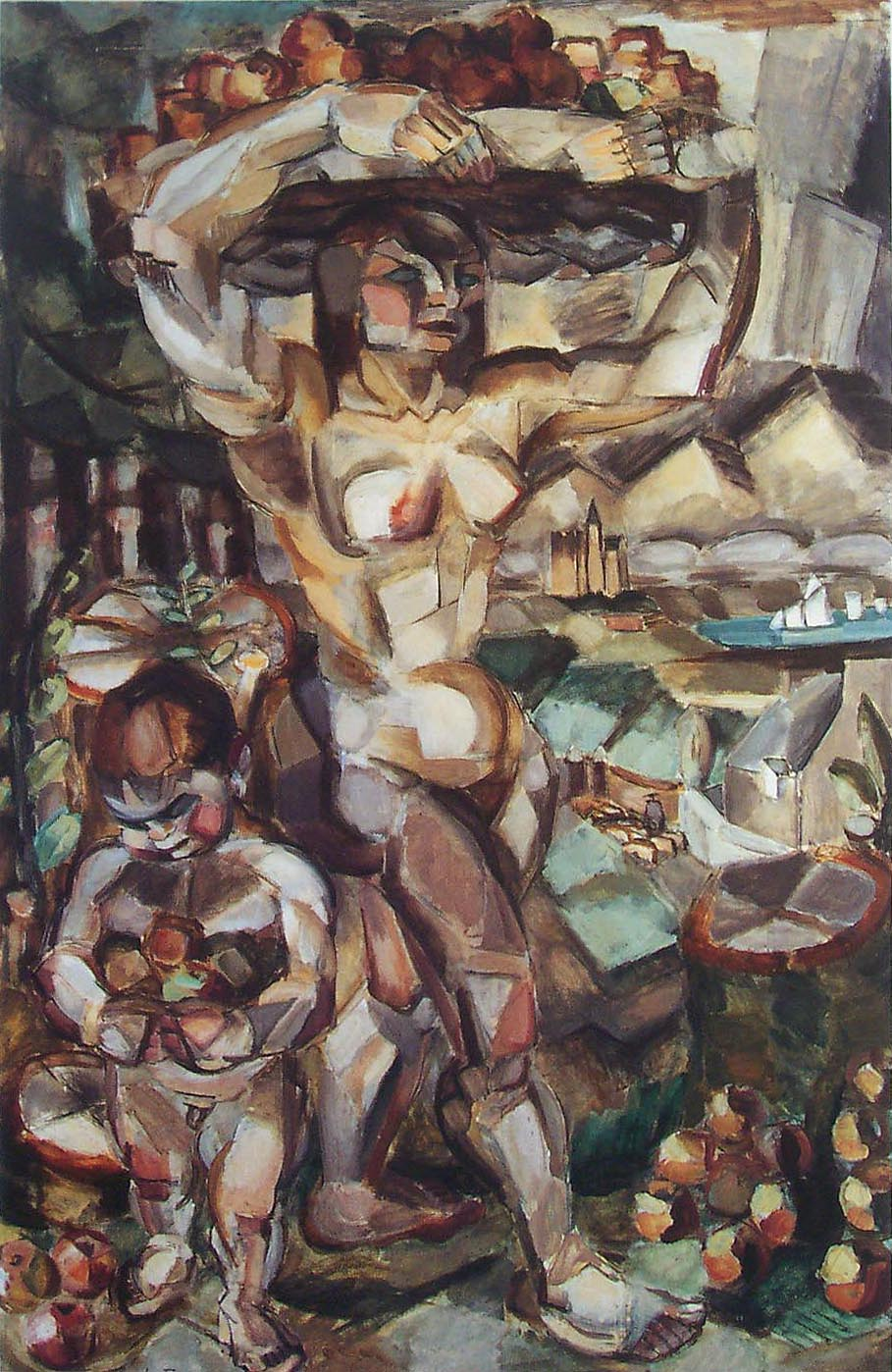
L'Abondance, d'Henri Le Fauconnier, œuvre cubiste très exposée et peut-être la plus vue avant la Première Guerre mondiale.

Le cubisme de salon ou des salons est le cubisme tel que pratiqué par les artistes participant aux salons parisiens, principalement le Salon des indépendants et le Salon d'automne, en particulier à compter de 1911. Il est le fait de peintres et sculpteurs convertis à ce mouvement artistique tout à la fin des années 1900 ou au début des années 1910 seulement, par exemple Alexander Archipenko, Henri Le Fauconnier, Albert Gleizes, Jean Metzinger ou Robert Delaunay. Il s'oppose au cubisme de galerie ou des galeries, celui des inventeurs du cubisme Georges Braque et Pablo Picasso, lesquels n'exposent plus lors des grands événements annuels, leur promotion étant assurée par leurs marchands dans des galeries.
Marqué par une monumentalité croissante qui s'explique par l'exposition aux foules des œuvres qu'il produit[réf. nécessaire], le cubisme de salon est le premier qui se fait connaître du grand public via la presse écrite généraliste plutôt que les seules revues[réf. nécessaire]. Ce sont les œuvres qui en sont issues qui sont initialement remarquées comme novatrices ou scandaleuses[réf. nécessaire], laissant dans l'ombre les évolutions parallèles de Braque et Picasso que l'histoire de l'art a consacrées depuis, notamment leur transition de la peinture aux papiers collés et du cubisme analytique au cubisme synthétique. En annulant les rendez-vous annuels et dispersant créateurs et journalistes, la Première Guerre mondiale met un terme à ce cubisme de salon.

## Salons concernés
- Salon des indépendants de 1911.
- Salon d'automne de 1911.
- Salon des indépendants de 1912.
- Salon d'automne de 1912.
- Salon de la Section d'Or.
- Salon des indépendants de 1913.
- Salon d'automne de 1913.
- Salon des indépendants de 1914.